# チャールズ・E・ボーレン
チャールズ・ユースティス・「チップ」・ボーレン（Charles Eustis “Chip” Bohlen、1904年8月30日 – 1974年1月1日）は、アメリカ合衆国の外交官（1929年 - 1969年）。ソ連専門家として第二次世界大戦前及び大戦中にモスクワで勤務し、ジョージ・F・ケナンの後任の駐ソ大使（1953年 - 1957年）。のち、駐比大使（1957年 - 1959年）、駐仏大使（1962年 - 1968年）。超党派の外交政策顧問、いわゆる「ザ・ワイズ・メン」の1人。

## 生い立ち
ニューヨーク州クレイトンにて、「余暇の紳士 (gentleman of leisure)」ことチャールズ・ボーレン (Charles Bohlen) とセレスティン・ユースティス・ボーレン (Celestine Eustis Bohlen) との間に出生。3人兄弟の第2子で、幼少期に欧州旅行をした際、諸外国に関心を持った。
1927年にハーヴァード大学を卒業した。

## 外交
1929年、国務省に入省。ロシア語を学んでソ連専門家となり、ラトビアのリーガに初赴任した。1934年、30歳でモスクワの大使館員となった。
1939年8月24日朝、第三帝国の外交官ハンス・フォン・ヘアヴァルト (Hans von Herwarth) を訪ね、数日前に調印されたモロトフ＝リッベントロップ協定の秘密議定書の完全な内容を入手した。秘密議定書は、中欧、バルト三国、及びフィンランドを両国で分割するという、アドルフ・ヒトラーとヨシフ・スターリンとの合意を含んでいた。翌週、この計画はドイツのポーランド侵攻という形で現実のものとなり、第二次世界大戦が勃発した。
1940年から1941年まで東京の米国大使館で勤務し、1942年中葉に日本人に解放されるまで6か月間抑留された。戦時中は国務省にてソ連問題に取り組み、ハリー・ホプキンズのスターリン訪問に同行した。ローズヴェルト大統領と緊密に働き、テヘラン会談（1943年）とヤルタ会談（1945年）の際、ローズヴェルトの通訳を務めた。
ボーレンは連邦議会の一部右派から批判されたが、彼が注意を払ったのはむしろリベラルな世論の方であった。民主主義は国内に避け難い影響を及ぼすと考えたためである。1947年にジョージ・マーシャルが国務長官に就任すると、ボーレンはトルーマン大統領の重要な顧問となった。
1946年、ソ連をどう扱うかを巡って友人のジョージ・F・ケナン大使と見解を異にした。ケナンはソ連の膨張に対する封じ込め戦略を提案したが、ボーレンはより慎重で、スターリンが東欧に勢力圏を持つことを容認し、和解を勧告した。
1952年9月、ケナン大使はベルリンにてソ連支配下の諸国に関するいくつかの宣言をしたことからペルソナ・ノン・グラータの烙印を押され、ロシアに戻ることをスターリンから許されなかった。このため、大使館の運営は代理大使のジェイコブ・ビーム (Jacob Beam) が行った。1953年1月20日に、ドワイト・D・アイゼンハウアーが大統領に就任した。1953年3月にスターリンが死去した際、在モスクワの米国大使は欠けていた。大使館は、ビームが統括していた。
1953年4月、アイゼンハウアー大統領はボーレンを駐ソ大使に任命した。マッカーシー上院議員による批判にも拘らず、彼は74票対13票で信任された。なお、マッカーシーは、ボーレンの義兄でモスクワの米国大使館員のチャールズ・W・セア (Charles W. Thayer) をも批判していた。
1957年4月18日、アイゼンハウアーは彼を降格した。
のち、駐比大使を務めた（1957年6月4日 - 1959年10月15日）。ジョン・F・ケネディ大統領とリンドン・B・ジョンソン大統領の下では、駐仏大使を務めた（1963年 - 1968年）。1969年1月、外交官を引退した。
ケネディの顧問テッド・ソレンセン (Ted Sorensen) によると、1962年10月のキューバ危機を巡る秘密会議の開始後数日間、ボーレンは会議に参加した。当時彼は駐仏大使に指名されており、遠洋定期船に乗って任地のパリへ向かう予定であったが、渡航を延期して危機解決後フランスへ飛ぶのではなく、予定通り定期船でパリへ行き、周囲を驚かせた。こうして彼は、冷戦期の2大国間における恐らくは最も重大な対立の現場に立ち会わなかった。
2006年、ボーレンは米国の切手の題材となり、傑出した外交官を集めた6ブロックの1つに入った。

## 家族
ボーレンの親の大おじは、南北戦争時の将軍ヘンリー・ボーレンである。1810年に出生した彼は、南北戦争における初の外国生まれ（ドイツ人）の連邦将軍であり、またグスタフ・クルップ・フォン・ボーレン・ウント・ハルバッハ（ドイツの兵器製造会社クルップ家の女子相続人ベルタ・クルップと結婚後、クルップの名を用いた）の祖父でもあった。つまりチャールズ・ボーレンは、アルフリート・クルップ・フォン・ボーレン・ウント・ハルバッハ（第二次大戦期のドイツの大手兵器製造業者。戦犯として有罪判決を受ける）と親戚だったことになる。
ボーレンは、ジェイムズ・ビドル・ユースティス連邦上院議員（グローヴァー・クリーヴランド大統領政権時の駐仏大使）の母方の孫であった。
1935年、ボーレンはエイヴィス・セア (Avis Thayer) と結婚した。エイヴィス・ハワード・セア（Avis Howard Thayer、ペンシルヴェニア州フィラデルフィアにて1912年9月18日出生）は、ジョージ・セア (George Thayer) とガートルード・ウィーラー (Gertrude Wheeler) との娘であった。彼女の名を冠する「エイヴィス・ボーレン賞」は、1982年に創設された。同賞の運営はアメリカ外交協会 (American Foreign Service Association) が行い、米国の国益増進に寄与した外交官の家族を毎年表彰している。彼女の兄弟で同じく外交官のチャールズ・ウィーラー・セア (Charles Wheeler Thayer) は、モスクワ駐在の米国副領事としてボーレンと緊密に勤務した。
彼らには娘2人（エイヴィス、セレスティン）と息子1人（チャールズ・ジュニア）がいた。娘のエイヴィス・ボーレンは親譲りの有能な外交官で、駐仏代理大使や駐ブルガリア大使、軍備管理担当国務次官補を歴任した。もう1人の娘セレスティンはジャーナリストとなり、ニューヨーク・タイムズのモスクワ支局の記者を務めた。

## 関連書籍
- Isaacson, Walter. The Wise Men: Six friends and the world they made: Acheson, Bohlen, Harriman, Kennan, Lovett, McCloy (1986)
- Encyclopedia of World Biography on Charles (Chip) Bohlen.
- Charles E. Bohlen, NNDB.
- Ilario Fiore, Lavrenti Il Terribile, (Italian), Torino,  1973. Spanish Translation by Juan Moreno: Laurenti El Terrible, 1974, Ed. Plaza y Janés, Esplugas de Llobregat, Barcelona, 509 pages, ISBN 84-01-41049-5
- http://oasis.lib.harvard.edu/oasis/deliver/~sch00461.  Subject: Bohlen, Avis Howard Thayer, 1912-1981. Papers, 1929-1981: A Finding Aid, Arthur and Elizabeth Schlesinger Library on the History of Women in America, Call No.: 82-M28, Repository: Schlesinger Library, Radcliffe Institute